# Okmulgee
Okmulgee is een plaats (city) in de Amerikaanse staat Oklahoma, en valt bestuurlijk gezien onder Okmulgee County.

## Demografie
Bij de volkstelling in 2000 werd het aantal inwoners vastgesteld op 13.022.
In 2006 is het aantal inwoners door het United States Census Bureau geschat op 12.829, een daling van 193 (-1,5%).

## Geografie
Volgens het United States Census Bureau beslaat de plaats een oppervlakte van
33,2 km², geheel bestaande uit land.

## Geboren
- Oscar Pettiford (1922-1960), contrabassist, cellist, componist en arrangeur
- Will Sampson (1933-1987), acteur, kunstenaar

## Plaatsen in de nabije omgeving
De onderstaande figuur toont nabijgelegen plaatsen in een straal van 20 km rond Okmulgee.